# Erdmuthe Dorotea de Sajonia-Zeitz
Erdmuthe Dorotea de Sajonia-Zeitz (en alemán, Erdmuth Dorothea von Sachsen-Zeitz;Naumburgo, 13 de noviembre de 1661-Merseburgo, 28 de abril de 1720) era la esposa del duque Cristián II de Sajonia-Merseburgo, con quien contrajo matrimonio el 14 de octubre de 1679 en el Palacio de Moritzburg en Zeitz.

## Regente del ducado de Sajonia-Merseburgo
Después de la muerte de su marido el 20 de octubre de 1694, asumió la custodia de su hijo mayor, Cristián III Mauricio, y después de su muerte veinticinco días más tarde (14 de noviembre de 1694), en nombre de su hijo menor y siguiente heredero, Mauricio Guillermo, apodado "el duque violinista" (Geigenherzog), hasta que alcanzó los 18 años de edad en 1712. Dirigió el gobierno del ducado de Sajonia-Merseburgo e inició la construcción de un balneario en Bad Lauchstädt. En 1710, construyó una casa de madera en Bad Lauchstädt y plantó tilos que formaron un arco verde.

## Muerte
Murió en 1720 en su sede de duquesa viuda en el Castillo de Bündorf y fue enterrada en la cripta ducal en la Catedral de Merseburgo.
En ocasión de su muerte fue acuñado un ducado de oro. Uno de los cuatro obeliscos en el jardín del Castillo de Merseburgo está dedicado a su memoria.